# Jennifer Wakefield
Jennifer Wakefield, född den 15 juni 1989 i Scarborough, ON, Kanada, är en ishockeyspelare för Djurgården i Svenska damhockeyligan och i Kanadas damlandslag i ishockey. Hon tog OS-guld i damernas ishockeyturnering i samband med de olympiska ishockeytävlingarna 2014 i Sotji när Kanadas landslag vann guld. Vid hockeyturneringen vid olympiska vinterspelen 2018 i Pyeongchang tog hon en silvermedalj.
Wakefield har också spelat ishockey med herrlag. Säsongen 2014/2015 spelade hon 15 matcher med Division 3-laget IK Guts och senare har hon även spelat med Borås HC i Division 2 och med Nybro Flames i Division 3.